# Iqos
Iqos (pronunție în engleză [ˈaɪkoʊs], AI-kohs), stilizat ca IQOS, reprezintă o gamă de dispozitive pentru încălzirea tutunului și a produselor cu nicotină. Acestea sunt fabricate de către Philip Morris International (PMI). Acesta a fost introdus pentru prima dată în noiembrie 2014, odată cu lansarea dispozitivului Iqos care încălzește tutunul în Japonia și Italia, înainte de a fi comercializat, treptat, în alte țări.
Pe lângă țigări electronice ce poartă marca Iqos, un segment important al portofoliului este reprezentat de dispozitivele care încălzesc tutunul și nu îl ard. Beneficiile pe termen lung pentru sănătate ale tutunului încălzit, în comparație cu tutunul ars, nu au fost încă demonstrate, întrucât ideea potrivit căreia produsul ar putea fi, în orice caz, mai puțin dăunător decât țigările este încă dezbătută în rândul comunității științifice.
Dispozitivele care încălzesc tutunul au suferit diverse modificări tehnologice de-a lungul anilor, odată cu lansarea diferitelor versiuni: „Iqos 2.2” (2014), „Iqos 2.4” (2016), „Iqos 3” (2018), „Iqos 3 Duo” (2019) și „Iqos Iluma” (2021). Acorduri de licență cu alți producători de tutun sunt, de asemenea, în vigoare, cum ar fi dispozitivul Lil al KT&G, comercializat în prezent de PMI în regiuni din afara Coreei de Sud. Din 2016, Iqos este produsul fără fum emblematic al Philip Morris International, iar toate comunicările acestuia sunt orientate spre ideea unui „viitor fără fum”. Începând din 2023, vânzările de Iqos și de alte produse din tutun fără fum reprezintă aproape 36% din veniturile globale ale companiei gigant din industria tutunului , în creștere de la 20% în 2019. La sfârșitul anului 2023, aceste dispositive și rezervele din tutun sau cu nicotină reprezentau aproape 40% din venitul net total și din profitul brut al PMI. În felul acesta, IQOS și consumabilele compatibile depășesc Marlboro în ceea ce privește veniturile nete.
În anul 2020, Administrația americană pentru Alimente și Medicamente a autorizat PMI să vândă Iqos în Statele Unite ale Americii ca un produs din tutun cu risc modificat (MRTP), cu expunere redusă, fiind astfel cel de-al doilea produs care primește această autorizație, după General Snus de la Swedish Match. Deși cererile privind riscul modificat au fost respinse, decizia de a permite afirmațiile privind expunerea redusă a fost, totuși, criticată de către Organizația Mondială a Sănătății, care o considera ca fiind înșelătoare pentru consumatori.

## Istorie

### Primii pași
În timp ce alternativele la țigări au fost cercetate de câteva decenii, Philip Morris a făcut primii pași pe piață, în domeniul tutunului încălzit în 1990, când grupul a prezentat primul său prototip al unui dispozitiv care încălzea tutunul fără să-l ardă(versiunea beta a proiectului). În cele din urmă, compania a scos pe piață două dispozitive destinate să încălzească o țigară, limitând în același timp arderea tutunului: „Accord”, un dispozitiv vândut în Statele Unite din 1998 până în 2006 (dispozitivul a fost lansat și în Japonia sub numele de „Oasis”), apoi „Heatbar”, un dispozitiv vândut de filiala internațională a companiei, lansat în 2006 în Australia și Elveția, înainte de a fi retras de pe piață.

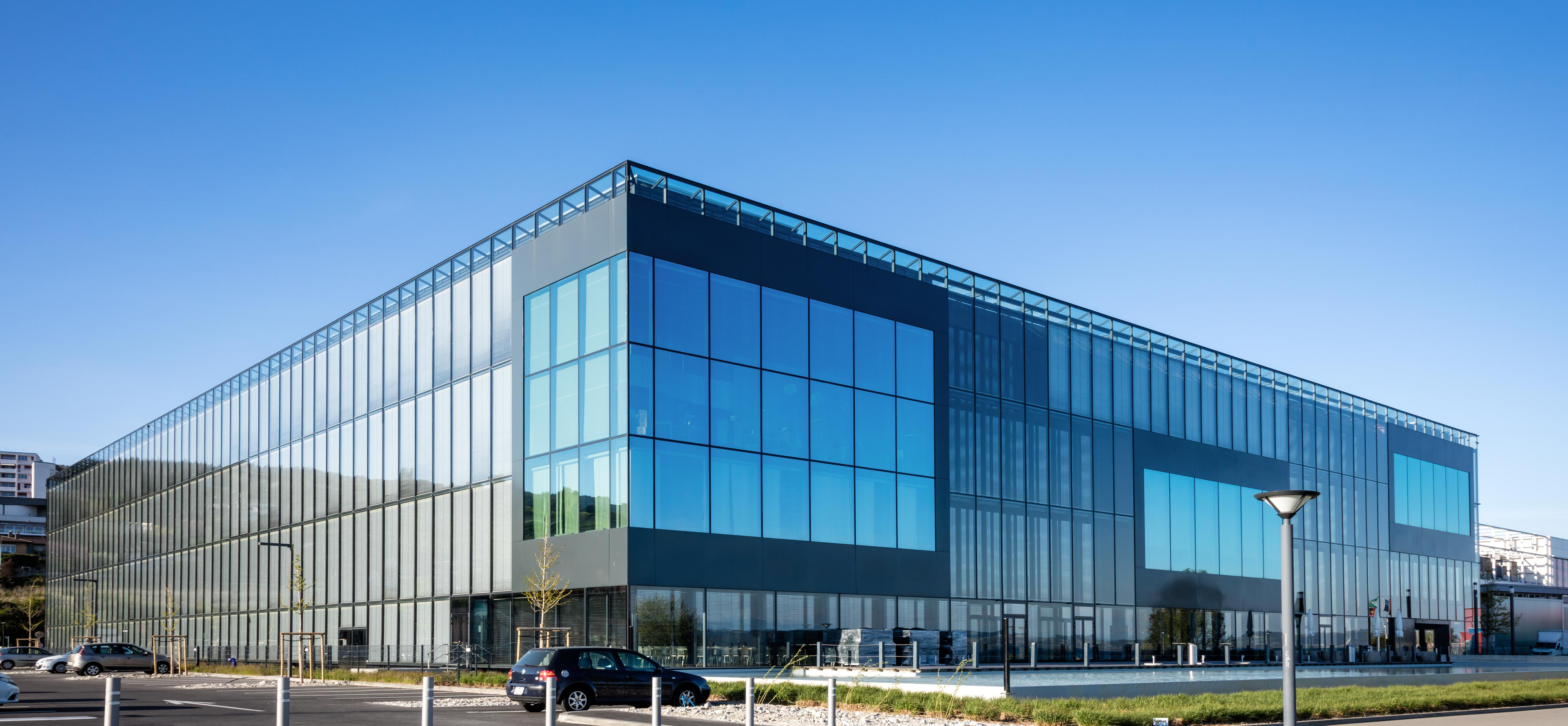
The Cube, principala unitate de cercetare și dezvoltare a Philip Morris International, în Neuchâtel, Elveția.

La un an după separarea sa de Grupul Altria în 2008, Philip Morris International a inaugurat „The Cube”, o clădire de peste 200 de milioane de dolari, destinată activităților de cercetare și dezvoltare, în Neuchâtel, Elveția, este dedicată cercetării legate de produsele cu „risc redus” și alternativele la țigări. Între 2011 și 2014, PMI a efectuat diverse operațiuni strategice (achiziționarea de brevete, achiziția unor companii, dezvoltarea de parteneriate) pentru a intra pe piața produselor fără fum. În 2011, PMI a achiziționat o tehnologie fără fum de la inventatorii săi de la Universitatea Duke, inclusiv de la profesorul Jed Rose, un expert de top în dependența de nicotină, care a avut un rol esențial în dezvoltarea plasturelui cu nicotină. În 2013, PMI a anunțat un acord cu Grupul Altria pentru a vinde tehnologia numită „e-vapor” a Altria în afara SUA, Altria obținând drepturi exclusive de a vinde viitoarele produse alternative pe bază de tutun încălzit, dezvoltate de Philip Morris International în SUA. Produsul „MarkTen” al Altria, comercializat sub marca „Solaris”, a fost lansat în Spania și Israel doi ani mai târziu. În 2014, PMI a achiziționat Nicocigs Ltd.,cea mai mare companie de țigări electronice din acel moment din Marea Britanie, care includea mărci precum „Nicolites” și „Vivid”.

### Lansarea Iqos
În ianuarie 2014, Philip Morris International a anunțat o investiție de 500 de milioane de euro pentru a construi o fabrică în apropiere de Bologna, Italia, dedicată fabricării de produse din tutun încălzit. În noiembrie 2014 a fost lansată prima versiune a Iqos, comercializată inițial în Nagoya, Japonia și Milano, Italia, înainte de a fi lansată treptat și în alte țări.
Începând cu 2016, Philip Morris a început să promoveze intensiv un „viitor fără fum”, eforturile comerciale axându-se din ce în ce mai mult pe produse care reprezintă alternative la țigări. De atunci, Iqos a devenit produsul emblematic al Philip Morris, marca extinzându-se pentru a acoperi diferite dispozitive. În 2016, PMI a lansat Iqos Mesh în Marea Britanie și ca produs de vapat, singurul produs Iqos care la acel moment nu se baza pe încălzirea tutunului . Următoarea generație de Iqos („Iqos 3” și „Iqos 3 Multi”) a fost lansată în Tokyo în octombrie 2018 și apoi pe alte piețe din întreaga lume.
În ianuarie 2020, PMI și KT&G din Coreea de Sud au anunțat un parteneriat pentru distribuția internațională a Lil, un produs hibrid de tipul țigară electronică/tutun încălzit, ca parte a portofoliului Iqos. În vara anului următor, PMI a redenumit Mesh drept Veev și l-a lansat în Noua Zeelandă înainte de a extinde treptat distribuția sa în alte țări. Iluma, un nou sistem care utilizează tehnologia de încălzire prin inducție a fost lansat în Japonia în august 2021.
În 2017, segmentul fără fum a generat vânzări de 3,6 miliarde de dolari pentru PMI (13% din vânzările sale globale), față de 64 de milioane de dolari în 2015. La începutul anului 2018, produsele marca Iqos reprezentau 15% din cota de piață din industria tutunului din Japonia. Până în 2020, Iqos reprezenta 5,5% din piața globală a tutunului, în timp ce era disponibil în doar 52 de țări, acest număr a ajunsla aproape 70 un an mai târziu. La sfârșitul anului 2023, PMI a estimat că produsele IQOS vor fi utilizate de aproximativ 28,6 milioane de consumatori în 84 de țări. Conform comunicatelor financiare ale PMI, vânzările de produse fără fum reprezintă aproape 30% din veniturile companiei în primul trimestru din 2021, și 40% la sfârșitul lui 2023. Philip Morris a raportat, de asemenea, că a cheltuit 99% din bugetul de cercetare și dezvoltare pentru a susține produsele fără fum. Din 2008 până în 2023, compania a cheltuit 12,5 miliarde de dolari pe cercetare și dezvoltare, în acest scop.
Eforturile PMI de a realiza o tranziție către o afacere fără fum i-au permis companiei ca în august 2021 să înceapă procesul de emitere de obligațiuni sustenabile pentru a-și asigura finanțarea. Astfel de acțiuni au generat temeri legate de un marketing înșelător, care doar afișează o abordare ecologică.

### Autorizația emisă de FDA în Statele Unite ale Americii
Pe 6 decembrie 2016, PMI a depus o cerere de mai multe milioane de pagini la Administrația pentru Alimente și Medicamente (Food and Drug Administration – FDA) a Statelor Unite pentru ca produsul pe bază de tutun încălzit, Iqos, să fie autorizat ca produs din tutun cu risc modificat (MRTP). În luna martie a anului următor, PMI a depus, de asemenea, o cerere de precomercializare a produsului din tutun la Administrația pentru Alimente și Medicamente a Statelor Unite pentru produsul Iqos 2.4. Comitetul științific consultativ (TPSAC) numit de aceasta a examinat cererea prezentată de Philip Morris International în ianuarie 2018 și a obținut un rezultat la vot de 8-1, pentru a se arată în favoarea afirmației potrivit căreia Iqos „reduce semnificativ [...] expunerea la substanțe chimice nocive sau potențial nocive” Cu toate acestea, a respins orice afirmație conform căreia produsul ar putea fi comercializat ca fiind mai sigur decât țigările. Administrația pentru Alimente și Medicamente a Statelor Unite a aprobat cererea PMI de precomercializare a tutunului, urmând să înceapă vânzările de Iqos în SUA în 30 aprilie 2019. Lansarea oficială a mărcii a avut loc în octombrie 2019
În 7 iulie 2020, Administrația pentru Alimente și Medicamente a Statelor Unite i-a acordat companiei Philip Morris autorizația de a face afirmații de marketing cu privire la „expunerea redusă”, considerând că sistemul de încălzire a tutunului Iqos îndeplinea cerințele pentru desemnarea sa drept produs din tutun cu risc modificat, al doilea set de produse autorizat vreodată după General Snus de la Swedish Match. Administrația pentru Alimente și Medicamente a Statelor Unite a declarat în mod explicit că produsul nu ar trebui să fie considerat ca fiind „sigur sau aprobat de FDA” De asemenea, aceasta „a stabilit că dovezile nu susțineau emiterea unor ordine de modificare a riscurilor în acest moment”.

## Design

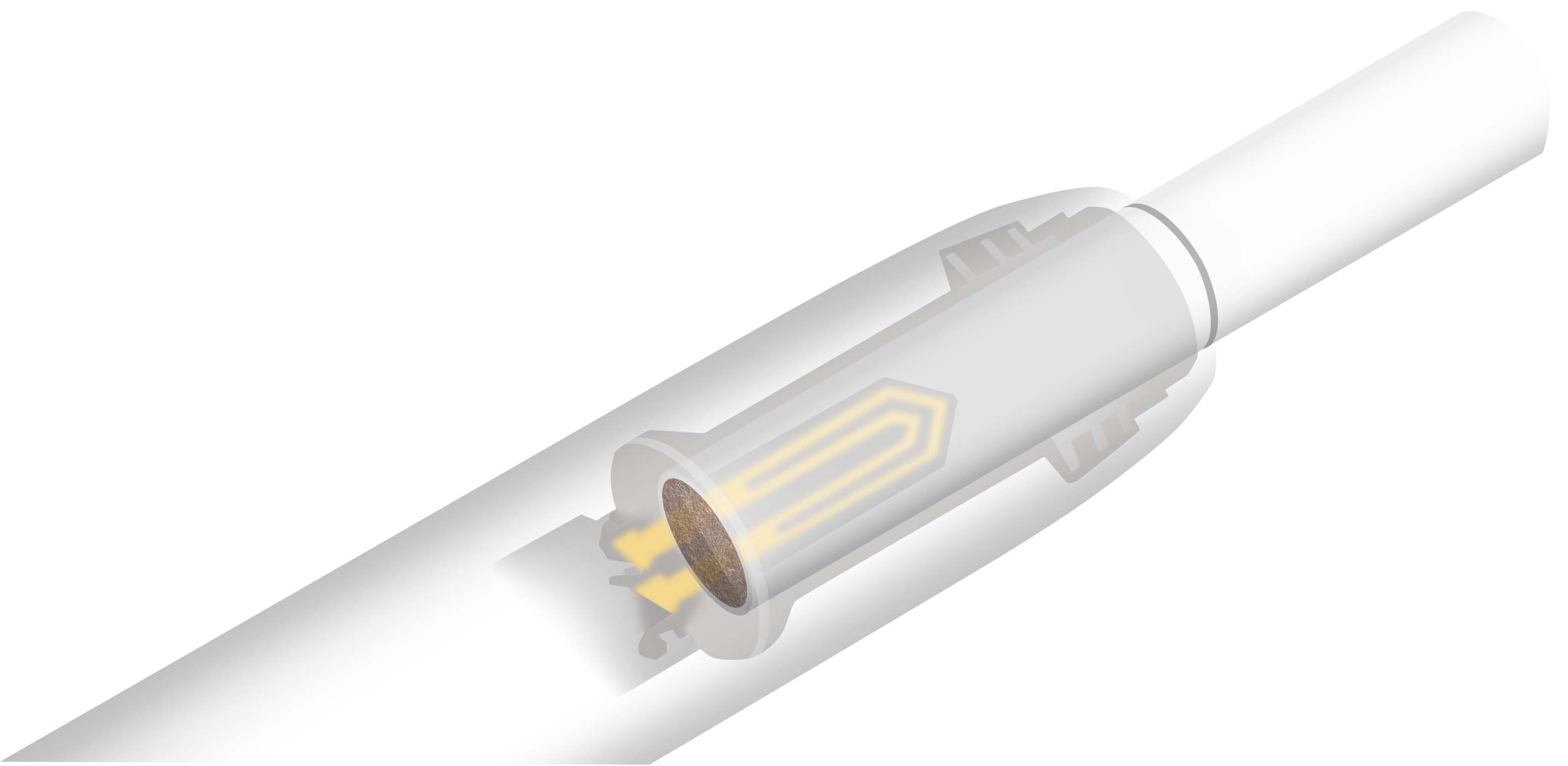
Sistemul Heets/Heatstick încălzește tutunul de la o lamă.

Rezervele de tutun Terea au o inserție metalică în batonul de tutun și funcționează pe bază de încălzire prin inducție.

### Tehnologie
Dispozitivul de bază care încălzește, dar nu arde tutunul, este format dintr-un încărcător și un suport asemănător unui stilou. O rezervă de unică folosință (cunoscută sub numele de „HeatStick„ sau „Heets”, în funcție de piață), care conține tutun prelucrat, înmuiat în propilenglicol și introdus în suport, unde este încălzit la temperaturi de până la 350°C. Utilizatorul apasă un buton pentru a porni încălzitorul și apoi inhalează din rezerva de tutun. Iluma, o reinterpretare mai recentă, se bazează pe inducție pentru a încălzi rezervele de tutun (acestea sunt , marca Terea).
Între 2009 și 2017, Philip Morris International a depus cereri pentru peste 1.900 de brevete legate de Iqos. Potrivit revistei Fortune, compania a contribuit la transformarea „dispozitivelor electronice pentru fumat” în cea de-a doua categorie de noi tehnologii cu cea mai rapidă creștere în 2020.

### Fabricarea
Rezervele Iqos sunt fabricate în mai multe țări, în principal, în Europa. Una dintre fabrici este situată în Neuchâtel, Elveția, în apropierea centrului de cercetare și dezvoltare PMI. Principala fabrică de rezerve Iqos pentru tutun este situată în Crespellano, Italia. Philip Morris a investit 1 miliard de euro în crearea acestei fabrici, cu o investiție inițială de 500 de milioane de euro anunțată în 2014 și o a doua tranșă anunțată în 2017. În 2017, PMI a investit 300 de milioane de euro pentru a transforma o fabrică de țigări într-o fabrică de producție a rezervelor din tutun pentru Iqos , în Aspropyrgos, Grecia. Aceeași transformare a avut loc și în Otopeni, România, pentru a converti o fabrică de țigări într-o unitate de produse fără fum, investiție de aproape 490 de milioane de euro. O altă unitate de producție HEETS, în valoare de 320 de milioane de euro, a fost anunțată în Dresda, Germania, în 2017, dar investiția a fost ulterior suspendată. În Asia, Philip Morris deține, de asemenea, o fabrică în Yangsan, Coreea de Sud, construită între 2017 și 2019, investiție care se ridică la 420 de milioane de dolari.

### Modele

#### Dispozitive de încălzire a tutunului
Iqos 2.2 a fost primul dispozitiv lansat pe piață sub acest nume de marcă.
| Model                        | Lansat | Dop de tutun                  | Încălzire                  | Temperatura de funcționare | Numărul de inhalări | Capacitatea bateriei                                     |
| ---------------------------- | ------ | ----------------------------- | -------------------------- | -------------------------- | ------------------- | -------------------------------------------------------- |
| Accord (SUA) Oasis (Japonia) | 1998   | Țigară special concepută      | Extern (matrice de 8 lame) | 500°C                      | 8                   | 1 sesiune                                                |
| Accord (SUA) Oasis (Japonia) | 2002   | Țigară special concepută      | Extern (matrice de 8 lame) | 500°C                      | 8                   | 1 sesiune                                                |
| Heatbar                      | 2006   | Țigară special concepută      | Extern (matrice de 8 lame) | 500°C                      | 8                   | 1 sesiune                                                |
| Iqos 2.2                     | 2014   | Tutun mărunțit și reconstruit | Intern (lamă de 5mm)       | < 400°C                    | 14                  | 15 ședințe / 1 ședință la fiecare încărcare a suportului |
| Iqos 2.4                     | 2016   | Tutun ondulat                 | Intern (lamă de 5mm)       | < 400°C                    | 14                  | 20 ședințe / 1 ședință la fiecare încărcare a suportului |
| Iqos 2.4 Plus                | 2018   | Tutun ondulat                 | Intern (lamă de 5mm)       | < 400°C                    | 14                  | 15 ședințe / 1 ședință la fiecare încărcare a suportului |
| Iqos 3                       | 2018   | Tutun ondulat                 | Intern (lamă de 5mm)       | < 400°C                    | 14                  | 15 ședințe / 2 ședință la fiecare încărcare a suportului |
| Iqos 3 Multi                 | 2018   | Tutun ondulat                 | Intern (lamă de 5mm)       | < 400°C                    | 14                  | 10 ședințe (dispozitiv integrat dintr-o singură piesă)   |
| Iqos 3 Duo                   | 2019   | Tutun ondulat                 | Intern (lamă de 5mm)       | < 400°C                    | 14                  | 2 sesiuni                                                |
| Iluma                        | 2021   | Tutun ondulat                 | Intern (inducție)          | < 400°C                    | 14                  | 20 ședințe / 2 ședință la fiecare încărcare a suportului |
| Iluma One                    | 2021   | Tutun ondulat                 | Intern (inducție)          | < 400°C                    | 14                  | 20 ședințe (dispozitiv integrat dintr-o singură piesă)   |
| Iluma Prime                  | 2021   | Tutun ondulat                 | Intern (inducție)          | < 400°C                    | 14                  | 20 ședințe / 2 ședință la fiecare încărcare a suportului |

#### Produse vândute sub licență
Producătorul coreean KT&G și PMI au semnat în ianuarie 2020 un acord de colaborare globală pentru comercializarea mărcii Lil a companiei KT&G în afara Coreei sub umbrela Iqos.
| Model         | Lansat | Dop de tutun                                               | Încălzire                                                      | Temperatura de funcționare | Numărul de aspirații | Capacitatea bateriei |
| ------------- | ------ | ---------------------------------------------------------- | -------------------------------------------------------------- | -------------------------- | -------------------- | -------------------- |
| Lil Solid 1.0 | 2020   | Tutun reconstruit                                          | Dispozitiv intern                                              | 250-300 °C                 | 10                   | 20 sesiuni           |
| Lil Solid 2.0 | 2021   | Tutun reconstruit                                          | Dispozitiv intern                                              | 250-300 °C                 | 10                   | 25 sesiuni           |
| Lil Hybrid    | 2021   | Rezervă de tutun și capsulă de lichid de vapare (e-lichid) | Încălzire externă și fitil și bobină pentru cartușul de lichid | 250°C                      | 12                   | 20 sesiuni           |

Philip Morris susține că Iqos reduce deșeurile și emisiile de carbon în comparație cu cele generate de o țigară și prezintă produsul ca parte a inițiativelor sale de sustenabilitate. Compania se promovează, de asemenea, ca participant în economia circulară, susținând că dispozitivele Iqos pot fi reciclate dacă sunt returnate la centrele de producție.
Aceste afirmații au fost contestate de către Centrul Juridic pentru Sănătate Publică din Saint Paul, Minnesota, deoarece rezervele HeatSticks folosite constituie deșeuri similare cu convenționalele mucuri de țigară. În plus, „Noile produse, cum ar fi țigările electronice sau cele încălzite, ca Iqos, vor crește volumul global de deșeuri electronice. Cel mai probabil, este imposibil să se creeze o țigară electronică fără baterie, lichid nociv, componente metalice și mase plastice îmbinate în dispozitive mici, fiecare dintre acestea neputând fi reciclate sau eliminate în mod responsabil."

## Marketing
În 2021, dispozitivele Iqos erau disponibile în aproximativ 70 de țări. Dintre acestea, Canada, Belarus, Republica Moldova, Georgia, Israel, Coreea de Sud și majoritatea țărilor europene au ales să adopte o abordare specifică pentru a supraveghea vânzarea de tutun încălzit/Iqos. În Canada și Israel, ambalajul dispozitivelor Iqos este acoperit în întregime cu un mesaj de avertizare. În Statele Unite, Administrația pentru Alimente și Medicamente a acordat Philip Morris autorizația de folosi în marketingul său afirmația privind „reducerea expunerii”, considerând că trecerea completă de la țigări la Iqos reduce expunerea la substanțe chimice nocive, dar i-a refuzat companiei Philip Morris posibilitatea de a face orice afirmație conform căreia trecerea de la țigări la Iqos reduce riscul de îmbolnăvire a utilizatorului.

### Marketing direct
În timp ce numele a fost deseori descris de persoanele care l-au adoptat chiar la început ca fiind un acronim de la sintagma „Am renunțat la fumatul convențional” („I Quit Ordinary Smoking”, în limba engleză), Philip Morris nu a folosit niciodată acest termen pentru a descrie sau a comercializa Iqos și a respins în mod repetat această interpretare.
Philip Morris este acuzată în mod frecvent de eludarea legilor care interzic promovarea tutunului, considerând că Iqos este un dispozitiv care are la bază tehnologie și nu un produs din tutun. Canada și-a actualizat legislația privind tutunul pentru a include în mod clar dispozitivele de încălzire a tutunului în lista produselor reglementate, pe bază de tutun, ceea ce a obligat PMI să își modifice ambalajul pentru Iqos. În Franța, s-a raportat că Philip Morris își promova dispozitivele la petreceri private, vânzătorii oferind uneori băuturi alcoolice clienților interesați.
Philip Morris a fost acuzată de utilizarea unor strategii de marketing nereglementate sau ilegale: un raport din 2018 a afirmat că „magazinele de tip boutique Iqos se axează pe o promovare agresivă, inclusiv prin schimbul unui pachet de țigări sau al unei brichete pentru un dispozitiv Iqos, petreceri de lansare, prânzuri de «să facem cunoștință» și evenimente după orele de program”. Potrivit Reuters „strategia de marketing o imită pe cea a companiilor de produse din tutun de la jumătatea secolului al XX-lea, când au început să asocieze țigările cu Hollywood și cu înalta societate”.
Philip Morris ar fi efectuat, de asemenea, mai multe campanii de marketing care menționează direct Iqos, prezentând produsul ca o alternativă „fără fum” și cu „risc redus”, încurajând consumatorii să renunțe la fumat sau să treacă la Iqos. Această abordare de marketing a fost criticată. O analiză critică a rapoartelor prezentate de PMI la Administrația pentru Alimente și Medicamente a Statelor Unite în sprijinul cererii sale susținea următorul lucru: „Consumatorii pot înțelege greșit ceea ce înseamnă «schimbarea completă» [și] este posibil să înțeleagă greșit afirmațiile neargumentate privind riscul redus”. Prin acordarea ordinului de expunere, Administrația pentru Alimente și Medicamente a Statelor Unite a recunoscut totuși că mesajele autorizate au fost înțelese corect de către consumatorii adulți.

### Marketingul orientat spre tineri
În 2019, Reuters a raportat că Philip Morris folosea influenceri de pe rețelele de socializare din mai multe țări pentru a-i face „ambasadori” ai mărcii și pentru a promova Iqos în rândul unui public tânăr. PMI a răspuns că va înceta să mai folosească influenceri. Potrivit lui Matthew Myers, președinte al Campaign for Tobacco-Free Kids (Campaniei pentru copii nefumători), compania „își schimbă comportamentul doar atunci când este prinsă în flagrant.”
De asemenea, în 2020, un raport privind strategia de implementare a produsului Iqos al companiei Philip Morris în Australia a subliniat că „Philip Morris a făcut presiuni puternice asupra guvernului australian pentru a legaliza produsele din tutun încălzit, în timp ce planifica vânzarea Iqos în spații frecventate de tineri, cum ar fi baruri, cluburi și puburi, dacă modificările legislative propuse urmau să intre în vigoare.”

## Critici și controverse
În decembrie 2017, Reuters a publicat documente și mărturii ale unor foști angajați care au invocat nereguli în cadrul studiilor clinice efectuate de PMI în vederea aprobării produsului Iqos de către Administrația pentru Alimente și Medicamente a Statelor Unite. Această investigație a scos la iveală faptul că Philip Morris făcea lobby pentru a bloca sau diminua prevederile Convenției-cadru a OMS privind controlul tutunului (FCTC), care erau împotriva ideii potrivit căreia compania ar susține un viitor fără fum.
O serie de studii privind toxicitatea, efectuate de terți, au avut rezultate care adesea le contraziceau pe cele ale Philip Morris International. Profesorul Stanton Glantzde la UCSF a conchis că, în ceea ce privește nocivitatea,„Iqos nu este detectabil diferit de țigările convenționale” Recenzie sistematică a publicațiilor științifice disponibile din 2020 a găsit date foarte limitate privind efectele Iqos asupra sănătății unui fumător și a recomandat efectuarea de studii suplimentare.
În octombrie 2018, Fundația Belgiană pentru Lupta împotriva Cancerului a emis o poziție privind Iqos, pe baza unor studii independente publicate anterior pe această temă. Fundația a susținut că „Iqos nu este o soluție” pentru renunțarea la fumat.” Aceasta a mai afirmat că „dacă gigantul din industria tutunului se poziționează pe această piață inovatoare, este pentru a compensa pierderile financiare rezultate din reducerea vânzărilor de țigări (...). Prin urmare, industria tutunului explorează soluții pentru a continua să obțină profituri și a menține dependența consumatorilor.”
În luna iulie 2020, Organizația Mondială a Sănătății (OMS) a publicat o „declarație privind produsele din tutun încălzit și decizia Administrației pentru Alimente și Medicamente a Statelor Unite cu privire la Iqos”, în care se menționează următoarele: „OMS reiterează faptul că reducerea expunerii la substanțele chimice nocive din produsele din tutun încălzit nu le face inofensive și nici nu se traduce printr-o reducere a riscului pentru sănătatea umană. Într-adevăr, unele toxine sunt prezente înniveluri mai ridicate în aerosolii produselor din tutun încălzit decât în fumul țigărilor convenționale și există unele toxine suplimentare prezente în aerosolii produselor din tutun încălzit care nu sunt prezente în fumul țigărilor convenționale. Implicațiile expunerii la acestea pentru sănătate sunt necunoscute. (...) Având în vedere că sănătatea poate fi afectată de expunerea la toxine suplimentare atunci când se utilizează produse din tutun încălzit, afirmațiile conform cărora acestea reduc expunerea la substanțe chimice nocive în comparație cu țigările convenționale pot fi înșelătoare.”
Conform site-ului TobaccoTactics al Universității din Bath,„există foarte puține dovezi că Iqos este eficient ca instrument de renunțare [la țigări] la nivel individual sau la nivel de populație.” Potrivit site-ului Institutul Național pentru Sănătate Publică și Mediu din Olanda, Iqos este„dăunător pentru sănătate, dar probabil mai puțin dăunător decât fumatul țigărilor din tutun”.
În luna septembrie 2021, Comisia de Comerț Internațional al Statelor Unite a decis că Philip Morris International și partenerul său comercial Altria trebuie să oprească vânzarea și importul dispozitivului Iqos în Statele Unite din cauza unui proces de brevetare intentat de R.J. Reynolds. Comisia de Comerț Internațional a Statelor Unite a constatat că produsul ca alternativă la țigări a încălcat două dintre brevetele Reynolds. Philip Morris International și-a anunțat intenția de a face apel la decizia agenției de comerț. Disputa cu British American Tobacco a fost soluționată în februarie 2024. PMI și BAT au tranzactionat cu privire la procesele de încălcare a brevetelor aflate în curs de desfășurare între ele și care aveau ca obiect produsele din tutun încălzit și la țigaretele electronice.